# 112900 Tonyhoffman
112900 Tonyhoffman este un asteroid din centura principală de asteroizi.

## Descriere
112900 Tonyhoffman este un asteroid din centura principală de asteroizi. A fost descoperit pe 20 august 2002 la Observatorul Palomar de Robert D. Matson. Asteroidul prezintă o orbită caracterizată de o semiaxă mare de 2,65 ua, o excentricitate de 0,10 și o înclinație de 2,6° în raport cu ecliptica.